# Бель-Плейн (Канзас)
Бель-Плейн (англ. Belle Plaine) — місто (англ. city) в США, в окрузі Самнер штату Канзас. Населення — 1467 осіб (2020).

## Географія
Бель-Плейн розташований за координатами 37°23′38″ пн. ш. 97°16′46″ зх. д. / 37.39389° пн. ш. 97.27944° зх. д. (37.393846, -97.279556).  За даними Бюро перепису населення США в 2010 році місто мало площу 2,35 км², уся площа — суходіл. В 2017 році площа становила 2,15 км², уся площа — суходіл.

## Демографія
Згідно з переписом 2010 року, у місті мешкала 1681 особа в 630 домогосподарствах у складі 466 родин. Густота населення становила 716 осіб/км².  Було 717 помешкань (305/км²).
Расовий склад населення:
| - 96,1 % — білих - 1,1 % — корінних американців - 0,4 % — чорних або афроамериканців - 0,1 % — вихідців з тихоокеанських островів - 0,1 % — азіатів |

До двох чи більше рас належало 1,7 %. Частка іспаномовних становила 3,1 % від усіх жителів.
За віковим діапазоном населення розподілялося таким чином: 30,2 % — особи молодші 18 років, 57,8 % — особи у віці 18—64 років, 12,0 % — особи у віці 65 років та старші. Медіана віку мешканця становила 35,5 року. На 100 осіб жіночої статі у місті припадало 106,0 чоловіків;  на 100 жінок у віці від 18 років та старших — 99,0 чоловіків також старших 18 років.
Середній дохід на одне домашнє господарство  становив 52 593 долари США (медіана — 45 781), а середній дохід на одну сім'ю — 62 523 долари (медіана — 55 724). Медіана доходів становила 40 833 долари для чоловіків та 31 750 доларів для жінок. За межею бідності перебувало 12,8 % осіб, у тому числі 14,3 % дітей у віці до 18 років та 12,3 % осіб у віці 65 років та старших.
Цивільне працевлаштоване населення становило 748 осіб. Основні галузі зайнятості: освіта, охорона здоров'я та соціальна допомога — 27,3 %, виробництво — 24,5 %, роздрібна торгівля — 12,0 %, мистецтво, розваги та відпочинок — 10,0 %.